# Josip Jelačić

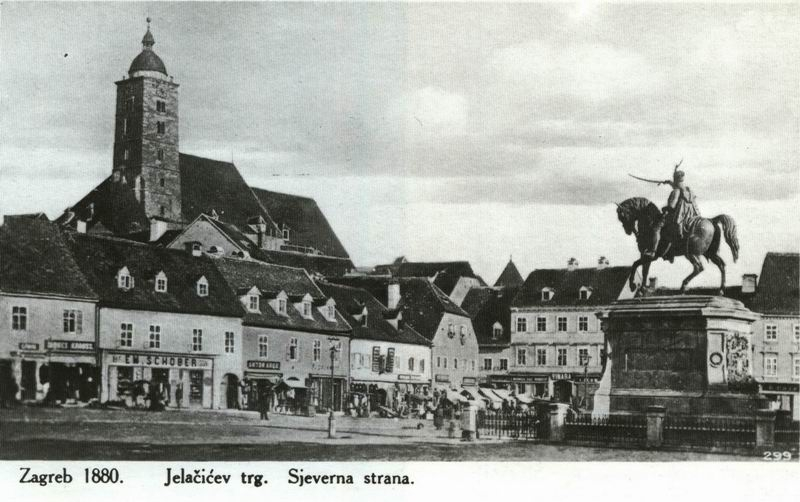
Piaţa Jelačić din Zagreb, în anul 1880

Josip Jelačić, conte de Bužim  (n. 16 octombrie 1801, Petrovaradin – d. 19 mai 1859, Zagreb) a fost ban al Croației și general al Imperiului Austriac, adversar al Revoluției de la 1848. Alături de generalul Alfred Candidus Ferdinand zu Windisch-Graetz a pus capăt revoluției la Viena. În Croația este considerat erou național, iar piața centrală din Zagreb îi poartă numele. Este de asemenea reprezentat pe bancnota de 20 de kune.
A fost decorat cu Ordinul Maria Terezia în grad de comandor.
Josip Jelačić a fost fiul lui Franjo Jelačić (1746 - 1810), baron croat și mareșal în Imperiul Austriac. 

## Varia
În Austro-Ungaria circula anecdota conform căreia împăratul Franz Joseph în momentul în care își începea mesajele cu formula Wir, Franz Joseph („Noi, Franz Joseph”) avea în vedere inițialele celor trei generali care au salvat monarhia austriacă în anul 1848: Windisch-Graetz, Jelačić și Radetzky.